# Montbrun-Bocage
Montbrun-Bocage is een gemeente in het Franse departement Haute-Garonne (regio Occitanie) en telt 373 inwoners (1999). De plaats maakt deel uit van het arrondissement Muret.

## Geografie
De oppervlakte van Montbrun-Bocage bedraagt 30,5 km², de bevolkingsdichtheid is 12,2 inwoners per km².
De onderstaande kaart toont de ligging van Montbrun-Bocage met de belangrijkste infrastructuur en aangrenzende gemeenten.

## Demografie
Onderstaande figuur toont het verloop van het inwonertal (bron: INSEE-tellingen).